# شیر مادر (آلبوم)
شیر مادر (به انگلیسی: Mother's Milk) چهارمین آلبوم استودیویی گروه آلترنتیو رد هات چیلی پپرز است که در سال ۱۹۸۹ منتشر شد. تهیه‌کنندهٔ این آلبوم مایکل بینهورن بود و پخش آن برعهدهٔ شرکت ای‌اِم‌آی بود.
پس از مرگ هیلل اسلواک (گیتاریست) و جدایی جک آیرنز (درامر)، آنتونی کیدیس (خواننده) و فلی (باسیست) با آوردن جان فروشانته به‌عنوان گیتاریست و چد اسمیت به‌عنوان درامر جدید گروه را دوباره تشکیل دادند. این تغییرات باعث شدند سبک آلبوم جدید با آثار قبلی رد هات متفاوت باشد. برای مثال فرم نوازندگی فروشانته که بر ملودی تاکید بیشتری از ریتم داشت با فضای آثار پیشین گروه در تضاد بود. از سوی دیگر علاقهٔ بینهورن به ریف‌های متال و آوردابینگ‌های بیش از اندازه، با نوازندگی فروشانته سازگار نبود.
شیر مادر از لحاظ موفقیت تجاری، از همهٔ آلبوم‌های پیشین گروه موفق‌تر بود به‌شکلی که در زمان انتشارش در ایالات متحده پنجاه و دومین آلبوم پرفروش بیلبورد ۲۰۰ شد و اولین آلبوم رد هات چیلی پپرز بود که گواهینامهٔ طلا دریافت کرد. ایمی هنسن در وب‌گاه آل‌میوزیک این آلبوم را اثری دانسته که باعث شد پای رد هات چیلی پپرز به ام‌تی‌وی باز شود، زمینهٔ امضای قرارداد بعدی‌شان با کمپانی برادران وارنر را فراهم کند و کیدیس و فلی را از جو ناخوشایندی که پس از مرگ اسلواک ایجاد شده‌بود، برهاند.
قطعهٔ ششم آلبوم با نام «Knock Me Down» به‌یاد هیلل اسلواک سروده شده‌است.

## اعضای مشارکت‌کننده
- آنتونی کیدیس: آواز
- فلی: گیتار باس
- جان فروشانته: گیتار
- چد اسمیت: درامز
- هیلل اسلواک: گیتار (قطعهٔ شمارهٔ ۹)
- جک آیرونز: درامز (قطعهٔ شمارهٔ ۹)